# Stanisław Cieślewski
Stanisław Cieślewski ps. „Lipiec” (ur. 21 czerwca 1907 w Bronowie, zm. 27 sierpnia 1952 w Grądach Małych) – technik przemysłu leśnego. Porucznik rezerwy Wojska Polskiego, komendant Obwodu Łomżyńskiego ZWZ–AK, dowódca odtwarzanego w konspiracji 33 Pułku Piechoty AK w stopniu kapitana. Rozkazem z 15 sierpnia 1944 został mianowany do stopnia majora.

## Życiorys
Stanisław Cieślewski był synem Antoniego i Elżbiety z domu Waniewskiej. Ukończył Szkołę Mierniczo-Leśną w Łomży, a następnie I kurs (1929/1930) Szkoły Podchorążych Rezerwy Piechoty w Zambrowie (kompania pionierów). Po kursie, w stopniu kaprala podchorążego rezerwy, został skierowany do macierzystej jednostki – 41 Suwalskiego pułku piechoty w Suwałkach. Po odbyciu ćwiczeń rezerwy, awansowany do stopnia podporucznika rezerwy ze starszeństwem z dniem 1 stycznia 1933 i przydzielony do 42 pułku piechoty w Białymstoku.

### Kampania wrześniowa
W czasie kampanii wrześniowej był oficerem 77 pułku piechoty z Lidy, wchodzącego w skład 19 Dywizji Piechoty Armii „Prusy”. Pułk brał udział w walkach w ramach grupy ppłk. dypl. Augusta Nowosielskiego w obronie linii Lubień – Łęczno w czasie bitwy piotrkowskiej. 19 dywizja dowodzona przez gen. bryg. Józefa Kwaciszewskiego została w czasie tej bitwy rozbita i w lasach koło Brudzewic udało się zebrać zaledwie trzy bataliony z niej pochodzące. Przemieszane resztki Północnego Zgrupowania Armii „Prusy” zostały ostatecznie rozbite 8 września w okolicach Odrzywołu. Stanisławowi Cieślewskiemu udało się uniknąć niewoli.

### Działalność konspiracyjna
Wrócił do Bronowa i już w październiku 1939 organizował podziemie przeciwko okupantom sowieckim. Nawiązał kontakt z ZWZ i od połowy 1940 por. Cieślewski występował jako reprezentant tej organizacji na terenie łomżyńskiego, a od marca 1941 był komendantem Obwodu Łomża ZWZ. Używał wówczas pseudonimów „Wąsik”, następnie zaś „Czarny”, a w końcu „Lipiec”. W połowie 1942 pełnił już dwie funkcje: był komendantem Obwodu Łomżyńskiego ZWZ-AK i zastępcą Inspektora Obwodu III – Łomżyńskiego kpt. Jana Tabortowskiego „Bruzdy”.
22 listopada 1942 „Lipiec” został aresztowany wraz z inspektorem kpt. „Bruzdą” i por. Janem Sokołowskim „Majem” i osadzony w więzieniu w Łomży. Mimo iż Niemcy nie orientowali się kogo aresztowali, umieścili ich na liście osób do rozstrzelania. Dzięki akcji podziemia dowodzonej przez Czesława Lustycha „Profesora” i Zdzisława Wilhelmiego „Powoja” udało się doprowadzić do ich ucieczki w nocy z 12 na 13 stycznia 1943. Razem z nimi uciekło około 10 więźniów.
W czasie ucieczki „Lipiec” złamał nogę i przez okres dwóch miesięcy ukrywał się i leczył w Łomży, zaś kapitan „Bruzda” został skierowany na stanowisko Inspektora Inspektoratu IV – Suwalskiego. Jego miejsce zajął por. Hieronim Łagoda „Lak” – cichociemny zrzucony do kraju 1 września 1942.
Gestapo poszukiwało Stanisława Cieślewskiego, nie zdając sobie sprawy z jego funkcji w podziemiu ani jakim posługiwał się pseudonimem. Poszukiwano go jako „Czarnego Stasia”. „Lipiec” organizował pracę Obwodu, przygotowując jednocześnie akcję „Burza” pod dowództwem kapitana „Laka”. Kapitan „Lak” wpadł w ręce Gestapo w lutym 1944, a na jego miejsce ponownie skierowano kapitana „Bruzdę”

### Operacja „Burza”
Stanisław Cieślewski, awansowany do stopnia kapitana, został wyznaczony na dowódcę odtwarzanego w podziemiu 33 Pułku Piechoty AK. Przygotowywał bazy mające być zapleczem dla przewidzianej mobilizacji. Pierwsza z nich powstała w Olszynie Pniewskiej na bagnach narwiańskich, druga na „Kościółku” w pobliżu wsi Grądy-Woniecko, trzecia zaś na uroczysku „Kobielne” nad Biebrzą – miejscu wykorzystywanym przez podziemie od 1939.
Od czerwca 1944 „Lipiec” przebywał w bazie na „Kościółku”, a stan liczebny oddziału doszedł do około 200 żołnierzy. Prowadzane były akcje zaopatrzeniowe – w czasie jednej z nich plut. „Ryba” porwał landrata Millera. Dochodziło do starć z patrolami niemieckimi.
Niemcy postanowili zniszczyć zgrupowanie, „Lipiec” podjął więc decyzję o opuszczeniu bazy, co nastąpiło w pierwszej połowie sierpnia 1944. Opuszczając bazę, plut. „Ryba” zaatakował i zniszczył stojącą w okolicy miejscowości Grądy-Woniecko kolumnę samochodów ciężarowych. Oddział „zapadał” na kilka dni na bagnach w okolicy wsi Ożary Wielkie. Trudna sytuacja spowodowała decyzję o częściowym zwolnieniu żołnierzy do domów.
Doszło do kontaktu z wojskami sowieckimi. Kpt. „Lipiec” przybył na pertraktacje pod osłoną uzbrojonej grupy. Byli w niej między innymi „Szczedroń” Witold Lipiński i „Powój” Zdzisław Wilhelmi. Do pertraktacji nie doszło, ponieważ Sowieci żądali bezwarunkowego poddania się oddziału, próbowali też aresztować grupę przybyłą na rozmowy. „Lipiec” ze swoimi wycofał się pod osłoną odbezpieczonej broni. W tym samym czasie dostał wiadomość o rozbrojeniu i aresztowaniu zgrupowania kapitana „Bruzdy”. Zmienił miejsce postoju oddziału (uczynił to w porę, bo stare miejsce zostało ostrzelane przez artylerię sowiecką), a następnie rozwiązał oddział.
W czasie działalności konspiracyjnej został odznaczony Krzyżem Srebrnym Orderu Wojennego Virtuti Militari, Srebrnym Krzyżem Zasługi z Mieczami i Krzyżem Walecznych.

### Działalność powojenna
W listopadzie 1944 Stanisław Cieślewski posługujący się fałszywym nazwiskiem został w aresztowany przez NKWD i wywieziony do Związku Radzieckiego, przebywał z obozach w Ostaszkowie i Riazaniu.
Wrócił do Polski pod koniec 1946, a w marcu 1947 ujawnił się w Łomży. Podjął pracę w Fabryce Sklejek w Piszu, ale po pobiciu w miejscu publicznym funkcjonariusza UB wyjechał z Pisza. Pod koniec 1948 Stanisław Cieślewski przyjechał do Warszawy, nawiązał kontakt z majorem Janem Tabortowskim „Bruzdą”, wkrótce jednak został zatrzymany przez UB i był przesłuchiwany kilka dni.
Zagrożeni aresztowaniem „Lipiec” i „Bruzda” zeszli ponownie do podziemia w kwietniu 1950. Ukrywali się u dawnych podkomendnych, a latem 1950 wybudowali obóz na bagnach biebrzańskich. Rozpoczęli gromadzenie przechowanej po ujawnieniu broni. Zaopatrzenie i informacje dostarczali im dawni żołnierze. Dołączali się do nich inni ukrywający się, jednak żaden z nich nie pozostał z nimi na stałe. W listopadzie 1950 dwaj funkcjonariusze UB dotarli do obozu „Bruzdy”, ale zostali zlikwidowani. Przez grupę przewinęli się: Tadeusz Wysocki ps. „Zegar”, Mieczysław Zalewski „Tarzan”, Józef Ramotowski „Rawicz”, Antoni Malinowski „Zając” i jego brat Kazimierz i Aleksander Sleszyński „Wicher”. Brak środków do życia spowodował konieczność przeprowadzenia akcji zaopatrzeniowych. Rekwirowano towary i pieniądze w sklepach i spółdzielniach regionu.
W sierpniu 1952 „Lipiec” i „Rawicz” ukrywali się w Przestrzelach u Stanisława Piotrowskiego, a następnie w Grądach Małych w gospodarstwach Jarosława Modzelewskiego i Bronisława Chojnowskiego. 27 sierpnia 1952 rano wieś została otoczona przez KBW. Po wykryciu kryjówki doszło do wymiany ognia. Kapitan „Lipiec” zginął, rozerwany własnym granatem, a „Rawicz” ranny w nogę został ujęty. Zwłoki kapitana Stanisława Cieślewskiego „Lipca” zostały zabrane przez UB i pochowane w nieznanym miejscu.